# Jan I raciborski
Jan I (Hanusz) raciborski (ur. ok. 1332, zm. pomiędzy 1380 a 1382) – książę opawski, karniowski i raciborski w latach 1365-1377, od 1377 roku w wyniku podziału w Raciborzu, Karniowie i Bruntalu, do 1375 w Pszczynie i Mikołowie (sprzedane książętom opolskim), 1378 - 1382 strata Żor (zastawione książętom cieszyńskim). Pochodził z dynastii Przemyślidów.
Jan I był najstarszym synem księcia opawskiego i raciborskiego Mikołaja II i jego pierwszej żony Anny raciborskiej. Urodził się około 1332 i doświadczenie polityczne zdobywał jeszcze za życia zmarłego w 1365 ojca, który wysłał go na dwór Karola IV Luksemburskiego do Pragi. W 1361 za radą suwerena pojął za żonę księżniczkę żagańską Annę. Jan, jako wasal uczestniczył również w wielu aktach politycznych Luksemburgów m.in. w 1370 był świadkiem uroczystości wcielenia Łużyc do korony czeskiej, a sześć lat później w Karlowych Warach poręczał nadanie Moraw Jodokowi Luksemburskiemu. 
Po śmierci ojca Jan do 1377 był opiekunem młodszego przyrodniego rodzeństwa (byli to Mikołaj III, Wacław  i Przemek) i mimo formalnych współrządów został faktycznym  władcą dużej dzielnicy opawsko-raciborskiej. Uwidoczniło się to chociażby w przyjęciu tytułu księcia opawsko-raciborskiego, czy też w potwierdzeniu prawa magdeburskiego miastu Opawie w 1372. W 1377 pod naciskiem wielmożów i młodszych braci Jan zdecydował się na podział ojcowizny, w wyniku którego w jego rękach pozostał Racibórz, Bruntal i Karniów.
Wcześniej bo jeszcze w 1375 w związku z kłopotami finansowymi Jan odsprzedał księciu opolskiemu Władysławowi okręgi Pszczyny i Mikołowa. W 1378 z tych samych powodów zastawił księciu cieszyńskiemu Przemysławowi Noszakowi miasteczko Żory.
Z małżeństwa z Anną, córką księcia żagańskiego Henryka V Żelaznego Jan I doczekał się dwóch synów - Jana II zwanego Żelaznym i Mikołaja IV, oraz córkę Małgorzatę (zm. 1407, wydaną za księcia cieszyńskiego Bolesława I).
Nie wiadomo kiedy dokładnie zmarł Jan I Raciborski, musiało to jednak nastąpić pomiędzy 16 lutego 1380 a 28 października 1382. Pochowany zaś został w klasztorze dominikanek w Raciborzu.
Wywód przodków:
| 4. Mikołaj I Opawski zm. 25 lipca 1318      |  |                                          |  |  |                     |
|                                             |  | 2. Mikołaj II Opawski zm. 8 grudnia 1365 |  |  |                     |
| 5. Adelajda zm. 1313                        |  |                                          |  |  |                     |
|                                             |  |                                          |  |  | 1. Jan I raciborski |
| 6. Przemysław raciborski zm. 7 maja 1306    |  |                                          |  |  |                     |
|                                             |  | 3. Anna raciborska                       |  |  |                     |
| 7. Anna czerska córka Konrada II czerskiego |  |                                          |  |  |                     |
|                                             |  |                                          |  |  |                     |